# チュムセーン駅
チュムセーン駅（チュムセーンえき、タイ語:สถานีรถไฟชุมแสง）は、タイ王国北部ナコーンサワン県チュムセーン郡にある、タイ国有鉄道北本線の駅である。

## 概要
チュムセーン駅はタイ王国北部ナコーンサワン県の、人口約6万6千人が暮らすチュムセーン郡にある。駅の正面側は西向きであり、ナーン川の東側に位置する。クルンテープ駅（バンコク）より280.29km地点に位置し、特急列車利用で3時間40分程度である。
一等駅であり、1日当たり18列車（9往復）が発着しその内訳は、特急1往復、快速4往復、普通4往復である。一部の特急列車停車駅ではあるが、すべての列車が停車する訳ではないので、利用の際には注意が必要である。当駅を含むロッブリー駅より終点チェンマイ駅までは、単線区間である。

## 歴史
1897年3月26日にタイ官営鉄道最初の区間が、クルンテープ駅-アユタヤ駅間に開業したが、それから複数回に及ぶ延伸開業をへた10年後の1907年1月24日に当駅を含むピッサヌローク駅まで延長され当駅も開業した。
- 1897年3月26日 【開業】クルンテープ駅 - アユタヤ駅 (71.08km)
- 1897年5月1日 【開業】アユタヤ駅 - バーンパーチー駅 (18.87km)
- 1901年4月1日 【開業】バーンパーチー駅 - ロッブリー駅 (42.86km)
- 1905年10月31日【開業】ロッブリー駅 - パークナムポー駅 (117.75km)
- 1907年1月24日 【開業】パークナムポー駅 - ピッサヌローク駅 (138.66km)

## 駅構造
単式及び島式1面の複合型ホーム2面2線をもつ地上駅であり、駅舎はホームに面している。